# Catostomus snyderi
Catostomus snyderi е вид лъчеперка от семейство Catostomidae. Видът е почти застрашен от изчезване.

## Разпространение
Разпространен е в САЩ (Калифорния и Орегон).

## Описание
На дължина достигат до 55 cm.